# Tournoi de tennis de Christchurch
Le tournoi de Christchurch (Nouvelle-Zélande) est un tournoi de tennis féminin du circuit professionnel WTA et masculin du circuit ATP.
Trois éditions de l'épreuve féminine ont été organisées, en 1970, 1971 et 1978.
Deux éditions de l'épreuve masculine ont été organisées, en 1973 et 1974.

## Palmarès dames

### Simple
| No | Date       | Nom et lieu du tournoi                  | Catégorie | Dotation | Surface      | Vainqueure       | Finaliste        | Score    |         |
| -- | ---------- | --------------------------------------- | --------- | -------- | ------------ | ---------------- | ---------------- | -------- | ------- |
| 1  | 29-12-1970 | BP New Zealand Champs, Christchurch     |           | NC       | Gazon (ext.) | Evonne Goolagong | Betty Stöve      | 6-1, 6-4 |         |
| 2  | 29-11-1971 | Benson and Hedges Open, Christchurch    |           | NC       | Gazon (ext.) | Françoise Dürr   | Billie Jean King | 6-0, 6-3 | Tableau |
| 3  | 20-11-1978 | Christchurch Invitational, Christchurch |           | 35 000 $ | Gazon (ext.) | Regina Maršíková | Sylvia Hanika    | 6-2, 6-1 | Tableau |

### Double
| No | Date       | Nom et lieu du tournoi                 | Catégorie | Dotation | Surface      | Vainqueures                   | Finalistes                        | Score         |         |
| -- | ---------- | -------------------------------------- | --------- | -------- | ------------ | ----------------------------- | --------------------------------- | ------------- | ------- |
| 1  | 29-12-1970 | BP New Zealand Champs Christchurch     |           | NC       | Gazon (ext.) | Kathleen Harter Winnie Shaw   | Gail Sherriff Evonne Goolagong    | 6-4, 4-6, 7-5 |         |
| 2  | 29-11-1971 | Benson and Hedges Open Christchurch    |           | NC       | Gazon (ext.) | Rosie Casals Billie Jean King | Judy Tegart-Dalton Françoise Dürr | 6-3, 9-8      | Tableau |
| 3  | 20-11-1978 | Christchurch Invitational Christchurch |           | 35 000 $ | Gazon (ext.) | Lesley Hunt Sharon Walsh      | Katja Ebbinghaus Sylvia Hanika    | 6-1, 7-5      | Tableau |

## Palmarès messieurs

### Simple
| No | Date       | Nom et lieu du tournoi | Catégorie | Dotation | Surface | Vainqueur     | Finaliste       | Score         |  |
| -- | ---------- | ---------------------- | --------- | -------- | ------- | ------------- | --------------- | ------------- |  |
| 1  | 19-11-1973 | , Christchurch         |           | NC $     | NC      | Fred Stolle   | Brian Gottfried | 7-6, 6-4, 6-1 |  |
| 2  | 28-10-1974 | , Christchurch         |           | NC $     | NC      | Roscoe Tanner | Ray Ruffels     | 6-4, 6-2      |  |

### Double
| No | Date       | Nom et lieu du tournoi | Catégorie | Dotation | Surface | Vainqueurs                     | Finalistes                     | Score   |  |
| -- | ---------- | ---------------------- | --------- | -------- | ------- | ------------------------------ | ------------------------------ | ------- |  |
| 1  | 19-11-1973 | , Christchurch         |           | NC $     | NC      | Anand Amritraj Fred McNair     | Jürgen Fassbender Jeff Simpson | Forfait |  |
| 2  | 28-10-1974 | , Christchurch         |           | NC $     | NC      | Ismail El Shafei Roscoe Tanner | Syd Ball Ray Ruffels           | Forfait |  |